# 橫帶擬麗魚
橫帶擬麗魚又名橫帶犬齒非鯽，為輻鰭魚綱䲁形目麗魚科擬麗魚屬的其中一種，分布於非洲馬拉威湖流域，體長可達7.1公分，棲息在中底層水域，生活習性不明。

## 擴展閱讀
- 維基物種上的相關：橫帶犬齒非鯽